# Бојон-Лова (Венеција)
Бојон-Лова (итал. Bojon-Lova) је насеље у Италији у округу Венеција, региону Венето.
Према процени из 2011. у насељу је живело 3914 становника. Насеље се налази на надморској висини од 1 м.